# Lie-Theorie
Die Lie-Theorie ist in der Mathematik eine Theorie, die sich mit dem Lösen von Differentialgleichungen beschäftigt. Sie wurde von Sophus Lie in den 1870er und den 1880er Jahren begründet. Die Lie-Gruppen und die Lie-Algebra haben sich aus der Lie-Theorie heraus entwickelt, werden heute aber als eigenständige Forschungsgebiete betrachtet.

## Geschichtliche Entwicklung
Ausgangspunkt für Lies Arbeiten war die Theorie der gewöhnlichen Differentialgleichungen. Ähnlich dem Modell der Galoistheorie zur Lösung algebraischer Gleichungen hoffte Lie durch die Untersuchung von Symmetrieeigenschaften das Gebiet der gewöhnlichen Differentialgleichungen zu vereinigen.
So führte er stetige Transformationsgruppen ein, welche heute den Namen Lie-Gruppe tragen. Elemente dieser Transformationsgruppe waren stetige, auch kontinuierlich genannte, Symmetrieoperationen, welche gewöhnliche Differentialgleichungen ineinander überführen und somit Äquivalenzklassen von Differentialgleichungen bilden. 
Solche stetigen Symmetrieoperationen sind zum Beispiel Verschiebungen und Drehungen um beliebige und in einem gewissen Sinne sogar „infinitesimale“ Beträge, im Unterschied zu diskreten Symmetrieoperationen wie zum Beispiel Spiegelungen. 
Um stetige Transformationsgruppen zu untersuchen und anzuwenden, linearisierte er die Transformationen und untersuchte die infinitesimalen Erzeugenden. Die Verknüpfungseigenschaften der Lie-Gruppe können durch Kommutatoren der Erzeugenden ausgedrückt werden; die Kommutator-Algebra der Erzeugenden heißt heute Lie-Algebra.